# Gioacchino Ernesto di Schleswig-Holstein-Sonderburg-Plön
Gioacchino Ernesto di Schleswig-Holstein-Sonderburg-Plön (Sønderborg, 29 agosto 1595 – Plön, 5 ottobre 1671) anche noto come Gioacchino Ernesto di Schleswig-Holstein-Plön, fu il primo Duca di Schleswig-Holstein-Sonderburg-Plön, che emerse da una divisione del Ducato di Schleswig-Holstein-Sonderburg.

## Biografia

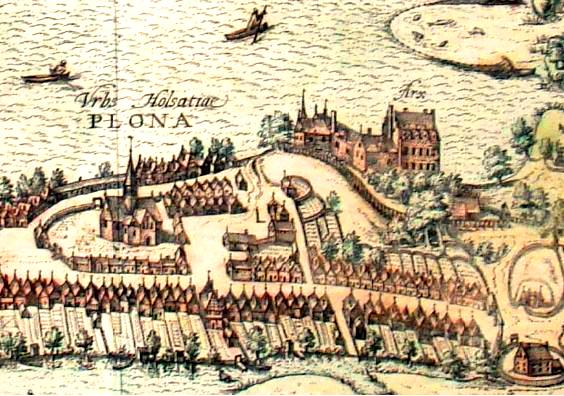
L'originaria Castello di Plön nel 1595.

Gioacchino Ernesto nacque il 29 agosto 1595 a Sønderborg, come il secondo figlio maschio più giovane del Duca Giovanni di Schleswig-Holstein-Sonderburg ed Agnese Edvige di Anhalt. Da adolescente effettuò un Grand Tour, percorso didattico d'Europa, come era tipico per i giovani nobili in quel periodo. Questo giro lo porto nei Paesi Bassi, Inghilterra, Francia e Italia. Nel 1617 partecipò alla guerra di Gradisca. Quando suo padre, il primo dei cosiddetti abgeteilte Herren (duchi titolari che non sono stati riconosciuti dai proprietari terrieri locali), morì nel 1622, il ducato fu diviso fra i suoi figli maschi, risultandone cinque ducati ancora più piccoli. Gioacchino Ernesto ricevette Schleswig-Holstein-Plön. In aggiunta alla nuova città di residenza di Plön la sua proprietà includeva Ahrensbök e Reinfeld.
In occasione del suo matrimonio con la Principessa Dorotea Augusta (12 maggio 1602 - 13 marzo 1682), una figlia di Giovanni Adolfo di Holstein-Gottorp, Gioacchino Ernesto commissionò la demolizione del vecchio castello e fece costruire il Castello di Plön tra il 1633 e il 1636 come residenza e sede di governo.
Il 1º gennaio 1671, poco prima della sua morte, fu insignito a Copenaghen dal Re di Danimarca dell'Ordine dell'Elefante (122° portatore). Morì il 5 ottobre 1671 a Plön.

## Famiglia
Gioacchino Ernesto e Dorotea Augusta ebbero sei figli:
- Giovanni Adolfo, anche noto come Hans Adolf (1634 - 1704), Duca di Schleswig-Holstein-Sonderburg-Plön, sposò Dorotea di Brunswick-Wolfenbüttel
- Augusto (1635 - 1699), Duca di Schleswig-Holstein-Norburg
- Ernestina (1636 - 1696)
- Gioacchino Ernesto II (1637 - 1700), Duca di Schleswig-Holstein-Sonderburg-Plön-Rethwisch sposo Isabella di Merode-Westerloo (1649 - 1701)
- Bernardo (1639 - 1676), generale danese
- Agnese Edvige (1640 - 1698), sposò Cristiano, Duca di Schleswig-Holstein-Sonderburg-Glücksburg
- Carlo Enrico (1642 - 1655)
- Sofia Eleonora (1644 - 1688/9), sposò Volfango Giulio, Conte di Hohenlohe-Neuenstein

## Ascendenza
|                                                          |                              |                                   | Genitori                         |  |  | Nonni |  |  | Bisnonni                |  |  | Trisnonni                |  |
|                                                          |                              |                                   |                                  |  |  |       |  |  | Federico I di Danimarca |  |  | Cristiano I di Danimarca |  |
|                                                          |                              |                                   |                                  |  |  |       |  |  | Federico I di Danimarca |  |  | Cristiano I di Danimarca |  |
|                                                          |                              | Dorotea di Brandeburgo            |                                  |  |  |       |  |  | Federico I di Danimarca |  |  |                          |  |
| Cristiano III di Danimarca                               |                              |                                   |                                  |  |  |       |  |  | Federico I di Danimarca |  |  |                          |  |
|                                                          |                              | Anna del Brandeburgo              | Giovanni I di Brandeburgo        |  |  |       |  |  |                         |  |  |                          |  |
|                                                          |                              | Anna del Brandeburgo              | Giovanni I di Brandeburgo        |  |  |       |  |  |                         |  |  |                          |  |
|                                                          |                              | Anna del Brandeburgo              | Margherita di Sassonia           |  |  |       |  |  |                         |  |  |                          |  |
| Giovanni di Schleswig-Holstein-Sonderburg                |                              | Anna del Brandeburgo              |                                  |  |  |       |  |  |                         |  |  |                          |  |
|                                                          |                              | Magnus I di Sassonia-Lauenburg    | Giovanni V di Sassonia-Lauenburg |  |  |       |  |  |                         |  |  |                          |  |
|                                                          |                              | Magnus I di Sassonia-Lauenburg    | Giovanni V di Sassonia-Lauenburg |  |  |       |  |  |                         |  |  |                          |  |
|                                                          |                              | Magnus I di Sassonia-Lauenburg    | Dorotea di Hohenzollern          |  |  |       |  |  |                         |  |  |                          |  |
| Dorotea di Sassonia-Lauenburg                            |                              | Magnus I di Sassonia-Lauenburg    |                                  |  |  |       |  |  |                         |  |  |                          |  |
|                                                          |                              | Caterina di Braunschweig-Lüneburg | Enrico IV di Brunswick-Lüneburg  |  |  |       |  |  |                         |  |  |                          |  |
|                                                          |                              | Caterina di Braunschweig-Lüneburg | Enrico IV di Brunswick-Lüneburg  |  |  |       |  |  |                         |  |  |                          |  |
|                                                          |                              | Caterina di Braunschweig-Lüneburg | Caterina di Pomerania-Wolgast    |  |  |       |  |  |                         |  |  |                          |  |
| Gioacchino Ernesto di Schleswig-Holstein-Sonderburg-Plön |                              | Caterina di Braunschweig-Lüneburg |                                  |  |  |       |  |  |                         |  |  |                          |  |
|                                                          | Giovanni IV di Anhalt-Zerbst | …                                 |                                  |  |  |       |  |  |                         |  |  |                          |  |
|                                                          | Giovanni IV di Anhalt-Zerbst | …                                 |                                  |  |  |       |  |  |                         |  |  |                          |  |
|                                                          | Giovanni IV di Anhalt-Zerbst | …                                 |                                  |  |  |       |  |  |                         |  |  |                          |  |
| Gioacchino Ernesto di Anhalt                             | Giovanni IV di Anhalt-Zerbst |                                   |                                  |  |  |       |  |  |                         |  |  |                          |  |
|                                                          |                              | Margherita di Brandeburgo         | Gioacchino I di Brandeburgo      |  |  |       |  |  |                         |  |  |                          |  |
|                                                          |                              | Margherita di Brandeburgo         | Gioacchino I di Brandeburgo      |  |  |       |  |  |                         |  |  |                          |  |
|                                                          |                              | Margherita di Brandeburgo         | Elisabetta di Danimarca          |  |  |       |  |  |                         |  |  |                          |  |
| Agnese Edvige di Anhalt                                  |                              | Margherita di Brandeburgo         |                                  |  |  |       |  |  |                         |  |  |                          |  |
|                                                          |                              | Cristoforo di Württemberg         | Ulrico di Württemberg            |  |  |       |  |  |                         |  |  |                          |  |
|                                                          |                              | Cristoforo di Württemberg         | Ulrico di Württemberg            |  |  |       |  |  |                         |  |  |                          |  |
|                                                          |                              | Cristoforo di Württemberg         | Sabina di Baviera                |  |  |       |  |  |                         |  |  |                          |  |
| Eleonora di Württemberg                                  |                              | Cristoforo di Württemberg         |                                  |  |  |       |  |  |                         |  |  |                          |  |
|                                                          |                              | Anna Maria di Brandeburgo-Ansbach | Giorgio di Brandeburgo-Ansbach   |  |  |       |  |  |                         |  |  |                          |  |
|                                                          |                              | Anna Maria di Brandeburgo-Ansbach | Giorgio di Brandeburgo-Ansbach   |  |  |       |  |  |                         |  |  |                          |  |
|                                                          |                              | Anna Maria di Brandeburgo-Ansbach | Edvige di Münsterberg-Oels       |  |  |       |  |  |                         |  |  |                          |  |
|                                                          |                              | Anna Maria di Brandeburgo-Ansbach |                                  |  |  |       |  |  |                         |  |  |                          |  |